# Strathmore (Angus)

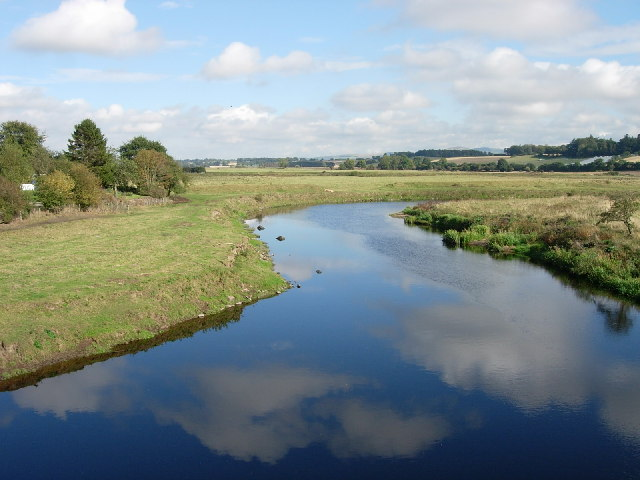
Il fiume Isla che attraversa Strathmore (a Coupar Angus)

Strathmore (in gaelico scozzese: An Srath Mòr) è uno strath nella Scozia centro-orientale che si estende da nord-est a sud-ovest tra i monti Grampiani e i Sidlaws. È lungo circa 50 miglia (80 km) e largo 10 miglia (16 km). Strathmore è alla base dell'Old Red Sandstone, ma questo è in gran parte oscurato da depositi glaciali, sabbie e ghiaie depositati durante l'era glaciale. Il suo allineamento da nord-est a sud-ovest è influenzato dalla struttura geologica sottostante dell'area che riflette la tendenza Caledoniana dominante sia delle Central Lowlands che delle Highlands scozzesi; il suo margine settentrionale riflette la presenza della faglia di confine delle Highlands. Strathmore è fertile e possiede alcuni dei migliori terreni coltivabili della Scozia, che producono frutti di bosco e cereali.

## Storia
La prima storia documentata di questa regione risale all'epoca romana, quando i romani stabilirono una serie di accampamenti che si estendevano generalmente da sud a nord per supportare l'invasione e l'esplorazione verso nord. Altri primi esempi di storia includono le pietre dei Pitti trovate a Strathmore come la Eassie Stone.
Il titolo di conte di Strathmore si riferisce a quest'area e la sede principale del conte si trova al suo interno al castello di Glamis.